# Bleccia fastidiosus
Bleccia fastidiosus är en insektsart som beskrevs av Capener 1955. Bleccia fastidiosus ingår i släktet Bleccia och familjen hornstritar. Inga underarter finns listade i Catalogue of Life.